# 163.ª División de Infantería
La 163.ª División de Infantería (apodado "Trabender Elch") fue una División de infantería del Ejército alemán (Heer) durante la Segunda Guerra Mundial.

## Historia
Formada el 18 de noviembre de 1939 en el III Distrito Militar en el Áreas de capacitación Döberitz y Jüterbog, como la 7.ª División Wave. El 1 de enero de 1940, la división recibió refuerzos del 2.º Batallón de Campo de Reemplazo, 5.º Batallón de Campo de Reemplazo (5.ª División de Infantería) que después es renomrado III./ 324.º Regimiento de Infantería el 17 de enero de 1940 y el 23.º Batallón de Campo de Reemplazo (23.ª División de Infantería) que después es renomrado III.310.º Regimiento de Infantería en enero de 1940. En abril de 1940 tomo parte en la Campaña de Noruega, bajo el mando del XXI Grupo. El 24 de abril de 1940, durante las operaciones para la conquista de Oslo, recibió al 3./40.º Batallón Panzer z.b.V., bajo el mando del Capitán Niedrieck. A partir de mayo de 1940, la división participó en la ocupación de Noruega, donde permanecieron hasta mediados de 1941. El 22 sw junio de 1941 estuvo en Carelia, bajo el mando LXX Comandante Superior z.b.V. del Ejército Noruego. Luchó con los finlandeses detrás del Río Vóljov, en el Frente del 1942. El 12 de abril de 1945 estuvo bajo el mando del 3.º Ejército Panzer (Grupo de Ejércitos Vistula). Luego luchó en Finlandia en el Río Svir, y en el área Kandalaksha, desde octubre de 1944 a enero de 1945 de regreso a Noruega. El 15 de abril de 1943, una unidad especial de la división, fue renombrado el 19 de abril de 1943 como 780.º Batallón de Infantería. Posteriormente, la división se ha reagrupado en Aarhus, para ser utilizada en febrero de 1945 en Pomerania, donde fue destruida en marzo de 1945 en el área de Stargard Szczeciński por el Ejército Rojo. El 1 de abril de 1945, los restos de la división fueron asignadas a la Kriegsmarine y fue creada la 3.ª División de Infantería de Marina.

## Comandantes
- General de Artillería Erwin Engelbrecht - (25 de octubre de 1939 – 15 de junio de 1942)
- General de Infantería Anton Dostler - (15 de junio de 1942 – 28 de diciembre de 1942)
- Teniente General Karl Rübel (29 de diciembre de 1942 – 8 de marzo de 1945)

### Jefes Operaciones (Ia)
- Teniente coronel Hugo Ewringmann - (noviembre de 1939 - enero de 1940)
- Capitán Gerhard Michael - (enero de 1940 - 1940)
- Mayor Fritz Koehler - (16 de septiembre de 1940 - 1 de julio de 1943)
- Teniente coronel Paul Übelhack - (1 de julio de 1943 - 10 de mayo de 1944)
- Teniente coronel Klaus Brockelmann - (10 de mayo de 1944 - 1945)

## Área de Operaciones
- Alemania - (octubre de 1939 - abril de 1940)
- Noruega - (abril de 1940 - junio de 1941)
- Finlandia & norte de Rusia - (junio de 1941 - noviembre de 1944)
- Noruega - (noviembre de 1944 - febrero de 1945)
- Norte de Alemania - (febrero de 1945 - marzo de 1945)

### 1939
| Fecha     | Cuerpos de Ejércitos                    | Ejército | Grupo de Ejércitos | Localización         |
| Diciembre | La formación en el III Distrito Militar |          |                    | III Distrito Militar |

### 1940
| Fecha                  | Cuerpos de Ejércitos         | Ejército  | Grupo de Ejércitos | Localización         |
| Enero                  |                              |           |                    | III Distrito Militar |
| Enero - abril          | como División de Instrucción |           |                    | Königsbrück          |
| Mayo                   | Ocupación de Noruega         |           |                    | Noruega              |
| Junio - agosto         | XXI Grupo                    |           |                    | Noruega              |
| Septiembre - diciembre | XXXVI Cuerpo de Ejército     | XXI Grupo |                    | Noruega              |

### 1941
| Fecha                 | Cuerpos de Ejércitos     | Ejército              | Grupo de Ejércitos | Localización     |
| Enero - mayo          | XXXVI Cuerpo de Ejército | Ejército de Noruega   |                    | Noruega          |
| Junio                 | LXX Cuerpo de Ejército   | Ejército de Noruega   |                    | Noruega          |
| Julio - enero de 1942 | Verbands-Stab Nord       | Ejército de Finlandia |                    | Finlandia (Svir) |

### 1942
| Fecha                      | Cuerpos de Ejércitos     | Ejército                 | Grupo de Ejércitos | Localización     |
| Enero                      | Verbands-Stab Nord       |                          |                    | Finlandia (Svir) |
| Febrero - junio            | XXXVI Cuerpo de Ejército | Ejército Laponia         |                    | Kandalakcha      |
| Julio - septiembre de 1944 | XXXVI Cuerpo de Ejército | 20.º Ejército de Montaña |                    | Kandalakcha      |

### 1943
| Fecha | Cuerpos de Ejércitos     | Ejército                 | Grupo de Ejércitos | Localización |
| Enero | XXXVI Cuerpo de Ejército | 20.º Ejército de Montaña |                    | Kandalakcha  |

### 1944
| Fecha               | Cuerpos de Ejércitos     | Ejército                 | Grupo de Ejércitos | Localización |
| Enero               | XXXVI Cuerpo de Ejército | 20.º Ejército de Montaña |                    | Kandalakcha  |
| Octubre - diciembre | XXXVI Cuerpo de Ejército | 20.º Ejército de Montaña |                    | Noruega      |

### 1945
| Fecha   | Cuerpos de Ejércitos    | Ejército                 | Grupo de Ejércitos         | Localización         |
| Enero   | LXXI Cuerpo de Ejército | 20.º Ejército de Montaña |                            | Noruega              |
| Febrero | Reservas                | 11.º Ejército            | Grupo de Ejércitos Vistula | Berlín               |
| Marzo   | X Cuerpo de Ejército SS | 3.º Ejército Panzer      | Grupo de Ejércitos Vistula | Stargard Szczeciński |

## Orden de Batalla
1939:
- 307.º Regimiento de Infantería
- 310.º Regimiento de Infantería
- 234.º Batallón Ligero de Artillería

A partir del 1 de enero de 1940:
- 307.º Regimiento de Infantería
- 310.º Regimiento de Infantería
- 324.º Regimiento de Infantería
- 234.º Regimiento de Artillería
- 234.º Unidad Divisional

1943:
- 307.º Regimiento de Infantería
- 310.º Regimiento de Infantería
- 324.º Regimiento de Infantería
- 234.º Regimiento de Artillería
- 234.º Batallón de Ingeniero
- 234.º Batallón de Campo de Reemplazo
- 234.º Batallón Antitanque
- 234.º Batallón de Infantería Divisional de Comunicaciones
- 234.º Comandante de Infantería de Divisional de Tropas de Suministros